# Trelstrup
Trelstrup, Trelstorp (dansk), Drelsdorf (tysk) eller Trölstrup (nordfrisisk) er en landsby og kommune beliggende cirka 15 kilometer nord for Husum ved Øster Å på gesten (midtsletten) i det vestlige Sydslesvig. Til kommunen hører også Nørremark (Norderfeld), Østermark (Osterfeld), Morgenstjerne (Morgenstern) og Petersborg. Administrativt hører kommunen under Nordfrislands kreds i den nordtyske delstat Slesvig-Holsten. Kommunen samarbejder på administrativt plan med andre kommuner i omegnen i Midterste Nordfrisland kommunefællesskab (Amt Mittleres Nordfriesland). Trelstrup er sogneby i Trelstrup Sogn. Sognet lå i Nørre Gøs Herred (Flensborg Amt, Slesvig), da området tilhørte Danmark.
Trelstrup er første gang nævnt 1352. Stednavnet henviser til træl (oldnordisk: þræll). Den tidligere anvendte navn Trelstorp har senere udviklet sig til Trelstrup (på sønderjysk Trælstrup). På tysk blev navnet til Drelsdorf. Endelsen på -torp eller -trup henviser til at det er en datterby (udflytterby), hvis udflytning hang sammen med den større landbrugsproduktion. Trelstrup Kro (tysk Drelsdörper Krog) var i middelalderen en vigtig rasteplads ved hærvejen.
Nærmeste byer er blandt andet Borsbøl, Strukum, Almtrup, Bomsted, Bomstedmark, Norsted, Haslund, Kolkhede, Hjoldelund, Høgel og Folsted.